# تسطيح (رواية)
تسطيح (بالإنجليزية: Surfacing)‏ هي رواية للكاتبة الكندية مارغريت آتوود، وهي روايتها الثانية. نشرت عام 1972 من دار نشر ماكليلاند آند ستيوارت. 

## الموضوع
وصفها المعلقون كرواية مرافقة للديوان الشعري للكاتبة بعنوان «سياسات القوة» Power Politics، والتي نشرت في العام السابق، وتناول قضايا معاصرة.
تتناول الرواية أفكاراً عن الوطنية والهوية الجنسية، وتتشارك هموماً متنامية بشأن الحفاظ على الوطنية الكندية. وقد تحولت إلى فيلم سينمائي في عام 1981.

## روابط خارجية
- تسطيح (رواية) على موقع الموسوعة البريطانية (الإنجليزية)